# Folianópolis
O Folianópolis é uma micareta do sul do Brasil que acontece todos os anos na cidade de Florianópolis, capital do estado de Santa Catarina. O evento é a segunda maior festa privada do estado de Santa Catarina. Em 2007, o Folianópolis passou a integrar o calendário das principais micaretas brasileiras como o Carnatal (Natal), Fortal (Fortaleza) e o Pré-Caju (Aracaju).

## História
A primeira edição ocorreu em 2006, nos dias 12 e 13 de maio na Passarela do Samba Nego Quirido. O evento começou na sexta-feira com a Ivete Sangalo a bordo do trio elétrico Maderada. No sábado, o Asa de Águia entrou na passarela no maior trio elétrico do mundo, o Dragão da Folia. A banda Batom na Cueca também agitou o evento em trio elétrico alternativo nas duas noites. Nesta edição, o público foi superior a 25 mil pessoas.
A segunda edição ocorreu em 2007, nos dias 15, 16 e 17 de novembro. O local do evento foi a Avenida Gustavo Richard, que teve as suas pistas parcialmente interditadas para a passagem dos trios. Passaram mais de 42 mil pessoas pelos três dias de festa.
Em 2008, aconteceu a terceira edição, nos dias 20, 21 e 22 de novembro. Embaixo da chuva que castigou o estado de Santa Catarina naquele ano, o evento voltou para a Passarela do Samba Nego Quirido. Durante a apresentação do Asa de Águia, numa trégua das chuvas, abriram-se as portas do trio elétrico Dragão da Folia.
Em 2009, o Folianópolis aconteceu nos dias 19, 20 e 21 de novembro. A festa continuou na Passarela do Samba Nego Quirido, mas com uma grande novidade, a confirmação do Chiclete com Banana no lugar de Ivete Sangalo. Neste ano, ao invés dos anteriores, o evento teve a presença de dois blocos, o Cocobambu do Asa de Águia e o Nana Banana do Chiclete com Banana. Participaram também Tomate, Batom Na Cueca, André Léllis e Banda Eva.
Em 2010 o Folianópolis ocorreu nos dias 12, 13 e 14 de novembro. Tendo continuidade na Passarela do Samba Nego Quirido, no primeiro dia as bandas Chiclete com Banana e Batom na Cueca agitaram o público. No sábado, Asa de Águia e Banda Eva se apresentaram. No domingo (14 de novembro de 2010), Ivete Sangalo iniciou o show, seguida por Tomate. O evento reuniu 32 mil pessoas nos três dias de festa.
O Folianópolis 2011 teve grandes novidades e manteve os principais ingredientes da melhor micareta do Brasil. Com o Corredor Folia e o Camarote Balada Nova Schin ampliados, mais foliões puderam pular ao som dos grandes nomes do axé. Ivete Sangalo, Asa de Águia, Chiclete com Banana, Tomate, Batom na Cueca e Eva subiram nos trios e agitaram mais de 15 mil pessoas nos três dias de festa.
Em 2012 a micareta mais bonita do Brasil chegou à sua 7ª edição. Aconteceu nos dias 15, 16 e 17 de novembro na Passarela do Samba Nego Quirido, contando com atrações como Chiclete, Alexandre Peixe, Asa, Eva, Ivete Sangalo e Tomate.

## Blocos
- Cerveja & Coco - Asa de Águia e Ivete Sangalo